# نظارة محمد سعيد باشا الأولى
محمد سعيد باشا الأولى هي النظارة العشرون في مصر، صدر الأمر العالي بتشكيلها في 23 فبراير 1910.

## أعضاء الحكومة
| النظارة               | الناظر                                                   | تعديل 1 أبريل 1912          | تعديلات 15 أبريل 1912 | تعديلات 20 نوفمبر 1913 |
| --------------------- | -------------------------------------------------------- | --------------------------- | --------------------- | ---------------------- |
| رئيس مجلس النظار      | محمد سعيد باشا                                           |                             |                       |                        |
| ناظر الداخلية         | محمد سعيد باشا (إلى جانب منصبه رئيسًا لمجلس النظار)       |                             |                       |                        |
| ناظر الحقانية         | سعد زغلول باشا                                           | حسين رشدي باشا (بصفة مؤقتة) | حسين رشدي باشا        |                        |
| ناظر الخارجية         | حسين رشدي باشا                                           |                             | يوسف وهبة باشا        |                        |
| ناظر المالية          | يوسف سابا باشا                                           |                             | أحمد حلمي باشا        | سعيد ذو الفقار باشا    |
| ناظر المعارف العمومية | أحمد حشمت باشا                                           |                             |                       | أحمد حلمي باشا         |
| ناظر الأشغال العمومية | إسماعيل سري باشا                                         |                             |                       |                        |
| ناظر الحربية والبحرية | إسماعيل سري باشا (إلى جانب منصبه ناظرًا للأشغال العمومية) |                             |                       |                        |
| ناظر الأوقاف          |                                                          |                             |                       | أحمد حشمت باشا         |
| ناظر الزراعة          |                                                          |                             |                       | محمد محب باشا          |

## تعديلات
- في 1 أبريل 1912، قُبِل استعفاء سعد زغلول باشا من النظارة وتولى حسين رشدي باشا نظارة الحقانية مؤقتاً من 1 أبريل 1912.[3]
- في 15 أبريل 1912، أسندت نظارة الحقانية إلى حسين رشدي باشا،[3] وأسندت نظارة الخارجية إلى يوسف وهبة باشا،[4] وأسندت وزارة المالية إلى أحمد حلمي باشا.[5]
- في 20 نوفمبر 1913، صدر مرسومان بإنشاء نظارتي الأوقاف وأسندت إلى أحمد حشمت باشا،[7] والزراعة وأسندت إلى محمد محب باشا،[8] وأسندت نظارة المعارف العمومية إلى أحمد حلمي باشا،[6] وأسندت نظارة المالية إلى سعيد ذو الفقار باشا.[5]

## وصلات داخلية
- قائمة رؤساء مجلس وزراء مصر